# Glee: The Music, Volume 6
Glee: The Music, Volume 6 är ett soundtrack från den amerikanska television serien Glee. Albumet innehåller låtar från den tredje och sista halvan av säsong två.

## Tracklista
| Nr  | Titel                                      | Längd |
| --- | ------------------------------------------ | ----- |
| 1.  | Turning Tables (feat. Gwyneth Paltrow)     | 4:06  |
| 2.  | I Feel Pretty / Unpretty                   | 3:59  |
| 3.  | As If We Never Said Goodbye                | 4:54  |
| 4.  | Born This Way                              | 4:06  |
| 5.  | Dreams (feat. Kristin Chenoweth)           | 4:16  |
| 6.  | Songbird                                   | 3:18  |
| 7.  | Go Your Own Way                            | 3:41  |
| 8.  | Don't Stop                                 | 3:17  |
| 9.  | Rolling in the Deep (feat. Jonathan Groff) | 3:24  |
| 10. | Isn't She Lovely                           | 1:38  |
| 11. | Dancing Queen                              | 3:39  |
| 12. | Try a Little Tenderness                    | 4:01  |
| 13. | My Man                                     | 2:15  |
| 14. | Pure Imagination                           | 3:18  |
| 15. | Bella Notte                                | 2:31  |
| 16. | As Long as You're There                    | 4:16  |
| 17. | Pretending                                 | 3:57  |
| 18. | Light Up the World                         | 3:43  |